# European Bison Conservation Center

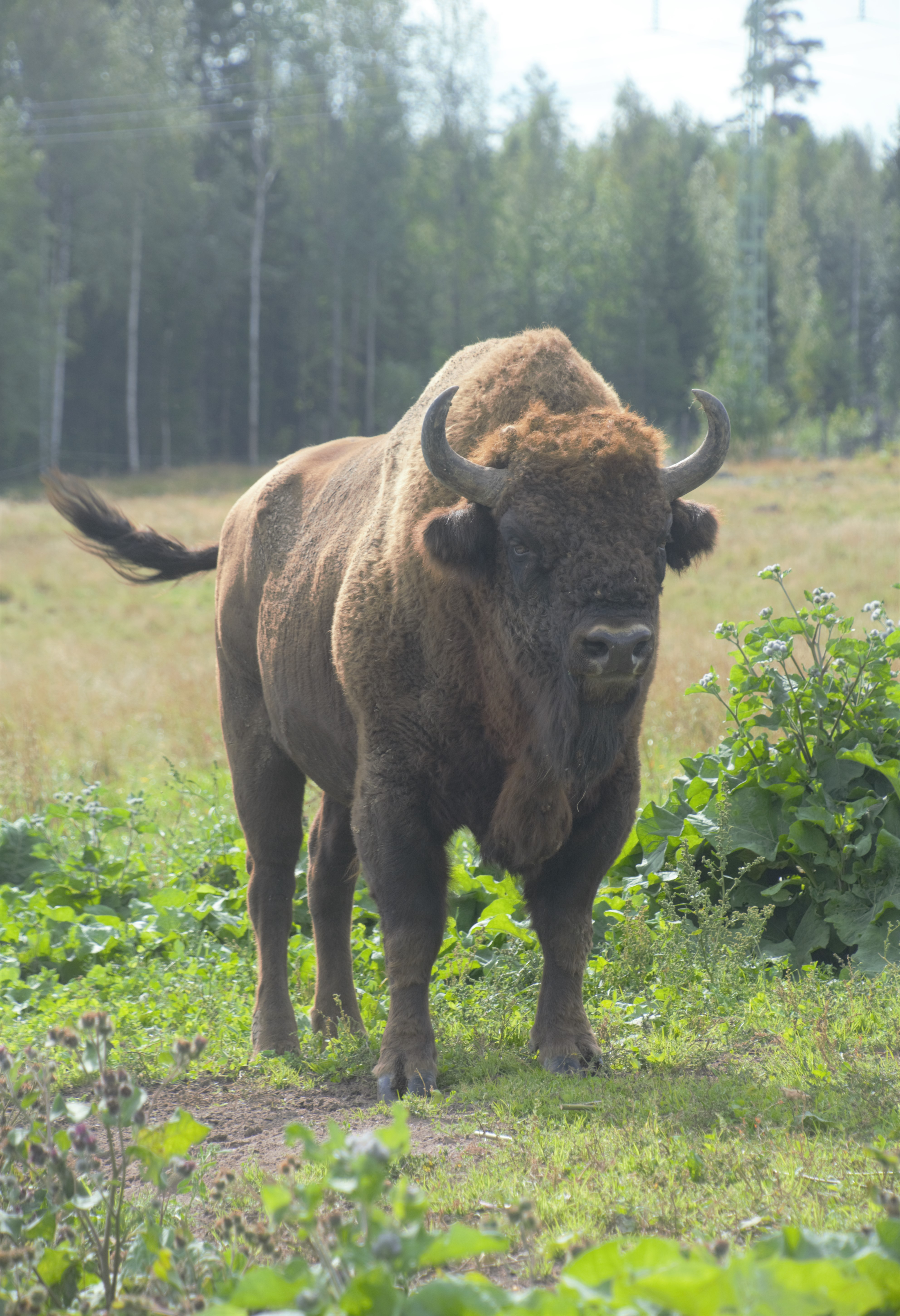
Visenttjur på avelsstationen Avesta visentpark

European Bison Conservation Center är ett nätverk av europeiska viltstationer och djurparker som arbetar med visentavel. Det verkar för att  åstadkomma livskraftiga stammar av underarten Låglandsvisent (Bison bonasus bonasus) med härstamning i Visentstamboken (European Bison Pedigree Book). Medlemmar finns i Polen, Tyskland, Ryssland, Sverige, Spanien, Rumänien, Belgien, Tjeckien och Belarus.
European Bison Conservation Center arbetar nära ihop med Bison Specialist Group – Europe. Det har sitt kansli på Warszawas lantbruksuniversitet under Wanda Olech, som är professor i genetik och allmän djuruppfödning. Den skandinaviska delen av nätverket utgörs av föreningen EBCC Skandinavien.
European Bison Conservation Center har i Sverige medverkat i projekt för att återföra visenter i det fria. År 2017 medverkade nätverket i ett projekt med World Wildlife Foundation Ryssland och Eriksbergs Vilt- och Naturpark till att överföra fyra tjurar och 13 kvigor till Kaukasus från Eriksbergs Vilt- och Naturpark, Borås djurpark, Avesta visentpark och Kungsbyns djurpark.